# Otto Krümmel
Johann Gottfried Otto Krümmel, född 8 juli 1851 i Exin i Regierungsbezirk Bromberg, död 12 oktober 1912 i Köln, var en tysk geograf och oceanograf.
Krümmel var från 1883 professor i geografi vid universitetet i Kiel och lärare vid marinakademien där samt blev 1911 professor i Marburg. Han var främst inriktad på oceanografin och publicerade inom detta ämne bland annat Versuch einer vergleichenden Morphologie der Meeresräume (1879), handboken Der Ozean (1886)  och Die Bewegungsformen des Meeres (1887, band 2 av Heinrich Georg von Boguslawskis "Handbuch der Ozeanographie"; ny upplaga 1907–1911 med titeln Handbuch der Ozeanographie, hans huvudarbete). Han skildrade även planktonexpeditionen, i vilken han deltog (1889).